# Diocesi di N'Dali
La diocesi di N'Dali (in latino Dioecesis Ndaliensis) è una sede della Chiesa cattolica in Benin suffraganea dell'arcidiocesi di Parakou. Nel 2023 contava 140.450 battezzati su 619.405 abitanti. È retta dal vescovo Martin Adjou Moumouni.

## Territorio
La diocesi comprende i comuni di N'Dali, Bembereke, Kalale, Nikki, Perere e Sinende del dipartimento di Borgou in Benin.
Sede vescovile è la città di N'Dali, dove si trova la cattedrale di San Marco evangelista.
Il territorio è suddiviso in 15 parrocchie.

## Storia
La diocesi è stata eretta il 22 dicembre 1999 con la bolla Ubi catholica fides di papa Giovanni Paolo II, ricavandone il territorio dall'arcidiocesi di Parakou.

## Cronotassi dei vescovi
Si omettono i periodi di sede vacante non superiori ai 2 anni o non storicamente accertati.
- Martin Adjou Moumouni, dal 22 dicembre 1999

## Statistiche
La diocesi nel 2023 su una popolazione di 619.405 persone contava 140.450 battezzati, corrispondenti al 22,7% del totale.
| anno | popolazione | popolazione | popolazione | presbiteri | presbiteri | presbiteri | presbiteri                | diaconi | religiosi | religiosi | parrocchie |
| anno | battezzati  | totale      | %           | numero     | secolari   | regolari   | battezzati per presbitero | diaconi | uomini    | donne     | parrocchie |
| ---- | ----------- | ----------- | ----------- | ---------- | ---------- | ---------- | ------------------------- | ------- | --------- | --------- | ---------- |
| 2000 | 6.344       | 358.836     | 1,8         | 12         | 6          | 6          | 528                       |         | 6         | 24        | 7          |
| 2001 | 17.738      | 381.775     | 4,6         | 13         | 7          | 6          | 1.364                     |         | 6         | 27        | 7          |
| 2002 | 18.463      | 397.046     | 4,7         | 14         | 9          | 5          | 1.318                     |         | 5         | 29        | 7          |
| 2003 | 19.201      | 412.928     | 4,6         | 14         | 10         | 4          | 1.371                     |         | 4         | 29        | 8          |
| 2004 | 22.471      | 483.266     | 4,6         | 16         | 9          | 7          | 1.404                     |         | 10        | 34        | 9          |
| 2010 | ?           | 591.000     | ?           | 17         | 1          | 16         | ?                         |         | 18        | 48        | 13         |
| 2013 | 38.040      | 651.000     | 5,8         | 17         | 1          | 16         | 2.237                     |         | 21        | 48        | 12         |
| 2016 | 37.889      | 697.099     | 5,4         | 22         | 6          | 16         | 1.722                     |         | 29        | 43        | 14         |
| 2019 | 43.350      | 757.830     | 5,7         | 24         | 7          | 17         | 1.806                     |         | 21        | 50        | 14         |
| 2021 | 138.925     | 613.630     | 22,6        | 23         | 9          | 14         | 6.040                     |         | 19        | 41        | 15         |
| 2023 | 140.450     | 619.405     | 22,7        | 28         | 9          | 19         | 5.016                     |         | 22        | 56        | 15         |